# Multirrotor

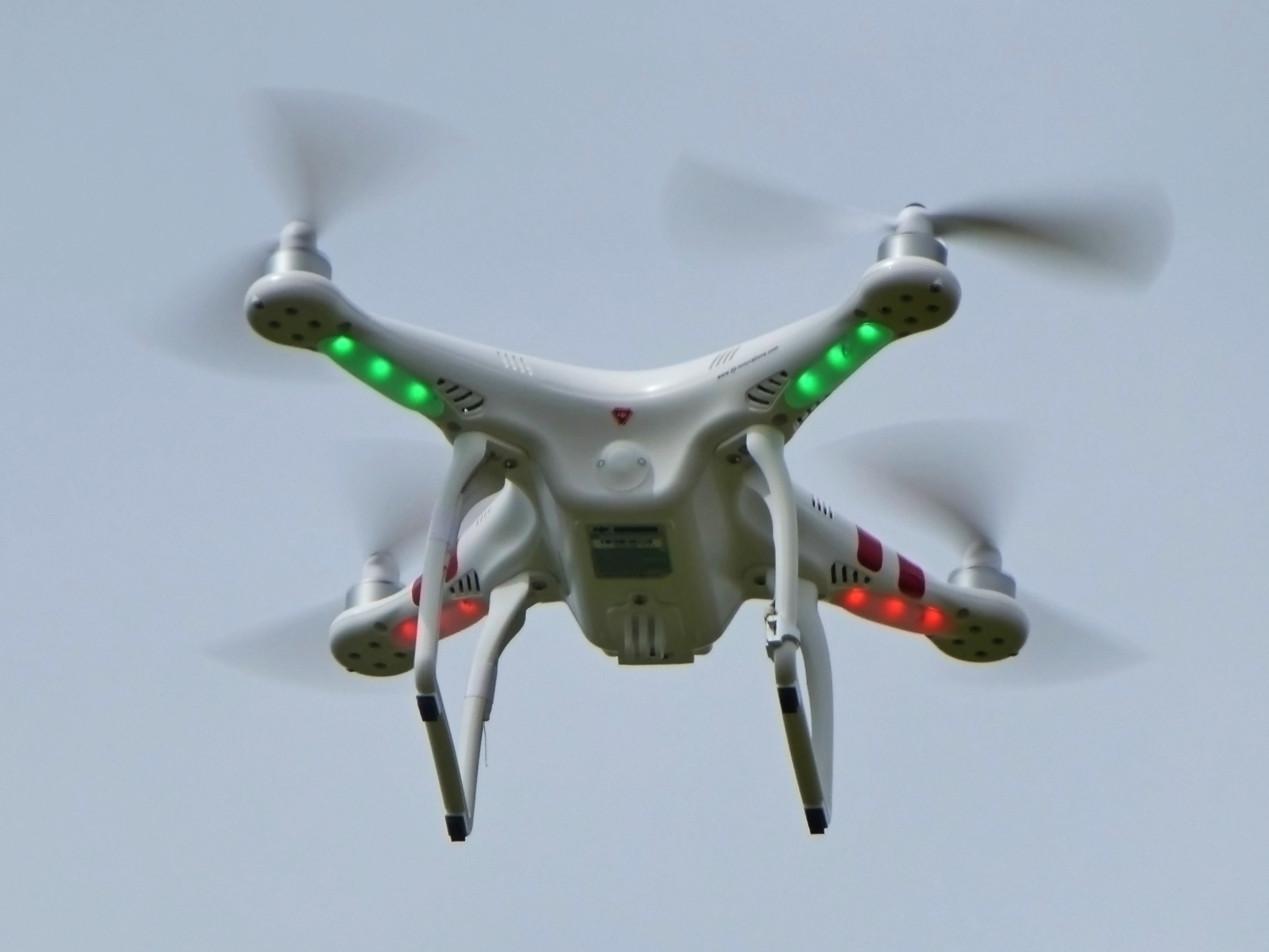
Ejemplo de dron multirrotor.

Un multirrotor o  multicóptero  es un helicóptero con más de dos rotores.
Los multirrotores modernos utilizan normalmente palas de paso fijo, el ángulo del rotor no varía cuando las palas giran, el control del movimiento del vehículo se consigue mediante la variación de la velocidad relativa de cada rotor para cambiar el empuje y el par producido por cada uno de ellos.
Debido a su facilidad de construcción y de control, los multirrotores se utilizan con frecuencia en los proyectos de modelos de helicópteros de radiocontrol en el que los nombres cuadricóptero, hexacóptero y octocóptero se utilizan normalmente para referirse a helicópteros de 4, 6 y 8 hélices respectivamente.

## Ejemplos
- Cierva Air Horse - un helicóptero británico de tres palas, tres rotores que se utilizan para dar un empujón grande, sin comprometer la resistencia del rotor.
- Quadrotors - Etienne Oehmichen y George de Bothezat construyó y volaron diseños quadrotor en 1920.
- - un prototipo de multicópter eléctrico alemán con 16 rotores, el primero multicopter eléctrico en el mundo en conseguir un vuelo tripulado[7] El gran número de motores de bajo coste hace que sea económico, tranquilo y con capacidad de proporcionar redundancia para mantener el control de hasta cuatro motores fallen[8]
- AT Black Knight Transformer - un prototipo 8 rotores[9]

## Cámaras de vídeo volantes
Los multirrotores de radiocontrol cada vez se utilizan más como una opción de bajo presupuesto para realizar fotografía aérea y vídeos de sitios y edificios.